# Németh András (kézilabdázó)
Németh András (Budapest, 1953. augusztus 12. –) egykori magyar kézilabdázó, többszörös magyar és osztrák bajnok kézilabda-mesteredző. A magyar női válogatottat három világbajnokságon és két Európa-bajnokságon irányította, 2005-ben világbajnoki bronzérmet nyert.

## Pályafutása

### Játékosként
Fiatalon a budapesti Úttörőstadion csapatában kezdett el kézilabdázni, majd a III. Kerületi TTVE-ben folytatta. Ezt követően a Szondi SE, majd a Tatai Rákóczi játékosa volt. Bekerült az ifjúsági válogatottba is. 1975-től Ferencvároshoz került és balátlövőként hamarosan kezdőjátékos is lett. Játékos-pályafutásának egy vállsérülés vetett véget.

### Edzőként

#### Klubcsapatok
Miután visszavonult az aktív játéktól 1979-ben, először a Ferencváros fiú ifistáit edzette. A következő évtől a teljes utánpótlást vezetésével bízták meg. 1982 és 1983 között elvállalta a budapesti Építők SC női csapatának felkészítését. Mivel nem akart nőkkel foglalkozni, visszatért a Fradi ifjúsági csapatához, ahol 1984 és 1987 között Horváth István mentorálásával edzősködhetett. 1987-ben elvállalta az akkor másodosztályú Újpesti Dózsa felkészítését. Vezetésével a csapat feljutott az NB I-be, ahol ugyancsak Németh András irányította őket 1989-ig. A rendszerváltás után a Kuvaitba szerződött, de a kirobbanó öbölháború miatt nem utazhatott el az arab országba. 1990 és 1992 között a Gödöllő csapatát irányította.
1992-től a Ferencváros női csapatának felkészítésével bízták meg. 804 találkozón ült a kispadon, 470 bajnoki mérkőzésen irányította a csapatot, melyből 378-at megnyertek. A Ferencvárosnál eltöltött időszak a klub kézilabda szakosztályának legsikeresebb tizenöt évének számít. A zöld-fehéreknél eltöltött időszak kezdetén zsinórban négyszer nyert bajnokságot (1994, 1995, 1996, 1997), illetve ötször kupát (1993, 1994, 1995, 1996, 1997). Ezek közül kiemelkedik az 1995-ös 100%-os bajnokság, melyben csak győzelmeket aratott a csapat. Ezen kívül 2000-ben, 2002-ben és 2007-ben is bajnoki címet ünnepelhetett a csapattal. 2001-ben és 2003-ban újabb két kupagyőzelmet ért el vezetésével a Fradi. 2006-ban EHF-kupát nyert vezetésével a Ferencváros. Olyan neves játékosokkal dolgozott együtt mint Kökény Beatrix, Padár Ildikó, Szarka Éva, Tóth Beatrix, Kirsner Erika, Katarína Mravíková, Lucia Uhráková, Tóth Tímea vagy Szucsánszki Zita.
2007-ben távozott a Ferencvárostól és a bécsi Hypo Niederösterreich csapatának edzője lett. 2007 és 2009 között az osztrák csapattal kétszer nyert bajnokságot, illetve két alkalommal hódította el az Osztrák Kupát. 2008-ban a Hypóval bejutottak a Bajnokok Ligája döntőjébe, ahol alulmaradtak az orosz Zvezda Zvenyigoroddal szemben.
2009-ben újra Magyarországon vállalt edzői feladatot, a Váci NKSE csapatának irányítója lett. A váci alakulatot a 2009–2010-es bajnokságban bronzéremig vezette.
2011-ben visszatért korábbi klubjához, a Hypóhoz, mellyel újabb bajnoki címet és kupagyőzelmet ért el. A szerződését 2013-ban nem hosszabbította meg.

#### Válogatott
Első alkalommal 1998-ban, az Európa-bajnoki selejtezők idején Zsiga Gyulával közösen vezette a női válogatottat. (Öt győzelem és egy döntetlen volt a mérlegük.) Az Eb-n azonban már Mocsai Lajos vezette bronzéremig a csapatot. 2005-ben újra szövetségi kapitányként került a válogatott élére, megbízása a 2008-as pekingi olimpia végéig szólt. Munkáját ugyancsak Zsiga Gyula segítette edzőként. Irányításuk alatt 2005-ben világbajnoki bronzérmet nyert a válogatott, a 2006-os Európa-bajnokságon pedig az ötödik helyen végeztek. A 2007-es világbajnokságon elért 8. helyezés miatt Németh András és Zsiga Gyula is benyújtotta lemondását, ezért a pekingi olimpián már Hajdu János vezette a csapatot.
Karl Erik Bøhn halálát követően, 2014. február 14-én kinevezték a női kézilabda-válogatott élére. A hazai rendezésű Európa-bajnokságon hatodik helyen végzett a válogatottal, majd a 2015-ös világbajnokságon a magyar női kézilabda-válogatott addigi legsikertelenebb világbajnoki szereplésével a 11. helyen végzett. A nyolcaddöntőből történő kiesés után két nappal lemondott a szövetségi kapitányi posztjáról.

### Sikerei edzőként
- NB I:
  - Bajnok: 1994, 1995, 1996, 1997, 2000, 2002, 2007
  - Ezüstérmes: 1993, 1999, 2001, 2003, 2006
  - Bronzérmes: 1998, 2004, 2005, 2010
- Magyar Kupa:
  - Győztes: 1993, 1994, 1995, 1996, 1997, 2001, 2003
  - Ezüstérmes: 1998, 1999, 2007
- Women Handball Austria:
  - Bajnok: 2008, 2009,2012,2013
- Osztrák Kupa:
  - Győztes: 2008, 2009, 2011,2012,2013
- Kupagyőztesek Európa Kupája:
- Győztes:2013
- EHF-kupa:
  - Győztes: 2006
- EHF-bajnokok ligája:
  - Ezüstérmes: 2002, 2008
- EHF-Bajnokok Trófeája:
  - Ezüstérmes: 2008
  - Bronzérmes: 2002
- Női kézilabda-világbajnokság:
  - Bronzérmes: 2005

## Díjai, elismerései
- Török Bódog-életműdíj (2022)[15]

## Családja
Lánya, Németh Lilla a Ferencváros kézilabdázója.